# Нарьян-Марский объединённый авиаотряд
Открытое акционерное общество «Нарьян-Марский объединённый авиаотряд» — единственная авиакомпания Ненецкого автономного округа и эксплуатант аэропорта Нарьян-Мар.

## Деятельность
Открытое акционерное общество «Нарьян-Марский объединённый авиаотряд» выполняет авиаперевозки пассажиров, почты, грузов в пределах Ненецкого автономного округа и занимается оказанием авиауслуг предприятиям, находящимся на территории округа, занимающимся разработкой недр, добычей полезных ископаемых и развитием сельского хозяйства. Все авиауслуги выполняются собственными воздушными судами — самолётами Ан-2 и вертолётами Ми-8, Ми-8МТВ. Производит техническую эксплуатацию имеющегося парка воздушных судов и оперативное техническое обслуживание вылетающих из аэропорта Нарьян-Мар воздушных судов других авиакомпаний. Обеспечивает предоставление медицинских услуг населению округа, удовлетворяет потребность в общественном питании всего личного состава и пассажиров в пределах аэровокзала, для этого содержится кафе-столовая.

## Маршрутная сеть
Осуществляет регулярные полёты на собственном парке самолётов Ан-2 и вертолётов Ми-8 на местных воздушных линиях в 16 приписных аэропортов в посёлках и населённых пунктах Ненецкого автономного округа. Общая протяжённость воздушных трасс на местных воздушных линиях составляет 4870 км. Средняя численность жителей посёлков около 1000 человек. С открытием речной навигации по реке Печора предприятие прекращает полёты в 5 аэропортов МВЛ. В 11 аэропортах полёты по расписанию выполняются круглогодично в связи с отсутствием другого вида транспорта.

## Флот
По состоянию на февраль 2022 года размер флота АО «Нарьян-Марский объединенный авиаотряд» составляет 6 самолётов и 16 вертолетов:

## История[2]

### 1920—1930 годы
В 1925 году первые самолёты появляются в небе Ненецкого округа. Лётчики Б. Г. Чухновский и О. А. Кальвиц совершили дальний арктический перелёт по маршруту Ленинград- Петрозаводск — Архангельск — Новая Земля. В экспедиции участвовали два самолёта Ju-20. Один из самолётов произвел ближнюю разведку от пролива Маточкин Шар на восток на расстояние 50 км. Полёт проходил на высоте 1000 м. Одной из целей экспедиции была помощь судам, направляющимся по северному морскому пути. Воздушная разведка помогла морякам избрать короткий маршрут и сэкономить время.
13 февраля 1933 года была открыта первая заполярная авиалиния, которая связала Архангельск с Нарьян-Маром. Самолёт Л-507, пилотируемый лётчиком Л. К. Фительбергом и бортмехаником М. Алексеевым, преодолел расстояние за 6 с половиной часов.
Началом развития гражданской авиации в Ненецком округе можно считать 1933 год, когда лётчик Правилов Михаил Павлович был направлен в п. Белощелье с заданием обеспечить приём самолётов и создать аэродром. Под его руководством на льду реки Печоры была подобрана ровная площадка и оборудована простейшая маслогрейка для заправки самолётов. После этого в январе 1933 года в Нарьян-Мар начались первые полёты на самолётах Сталь-2.
Первыми лётчиками, прибывшими в Нарьян-Мар, были Вершинский, Голубев, Горелов и Смирнов. В то время самолёты использовались для доставки почты, вывозки пушнины и рыбы в Архангельск. Полёт до Архангельска длился около 8 часов.
Самолёты совершали посадку в различных местах: зимой на лед реки Печоры около лесозавода, в Кармановской курье и на Казённом озере, а летом на пастбище возле деревень Куя и Никитцы.
В 1935 году необходимость организации авиабазы в Ненецком округе была утверждена в Севкрайисполкоме. Председатель Ненецкого ОИК Иван Павлович Выучейский доказал, что для связи с отдалёнными районами, оленеводческими совхозами, рыбными становищами округу без авиации не обойтись.
В октябре 1935 первый самолёт исполкомовской авиации был отправлен в Нарьян-Мар. Биплан У-2 модификации СП имел вес 664 кг, вес горючего — 109 кг, груз экипажа — 80 кг, груз с пассажиром — не более 160 кг. Перегнал его в Нарьян-Мар Виталий Владимирович Сущинский. Второй самолёт У-2 был доставлен морем, пилотом этой машины был назначен молодой ленинградский лётчик Самуил Яковлевич Клибанов. Техническое обслуживание обеих машин было поручено авиатехнику Петру Ивановичу Катушенок.
В первый же зимний сезон они ввели в действие восемь авиалиний протяжённостью 2470 км, связав Нарьян-Мар со всеми районными центрами, морским побережьем и тундрой. В 1936 году на аэродроме окружной авиации началось строительство ангара, жилого дома, склада для топлива. Был получен специально оборудованный санитарный самолёт С-1. Действовали авиатрассы Нарьян-Мар — Нижняя Пёша — Мезень — Архангельск, Нарьян-Мар — Варандей — Амдерма, Нижняя Пёша — Индига, Нарьян-Мар — Хоседа-Хард, Нарьян-Мар — Усть-Цильма, Нарьян-Мар — Тобседа, Нарьян-Мар — Шапкинский оленсовхоз.
30 марта 1936 года Нарьян-Мар встречал воздушную арктическую экспедицию во главе с Водопьяновым и Махоткиным и провожал экспедицию Шмидта и Папанина, которые задержались в Ненецком округе в ожидании лётной погоды.
В октябре 1937 года Нарьян-Мар стал базой для авиаэкспедиции Б. Г. Чухновского, отправленной в Арктику на поиски Леваневского.
В декабре 1937 года на облёт воздушной линии Архангельск — Нарьян-Мар вышли тяжёлые четырёхмоторные самолёты Г-2. В 1937—1938 годах начались полёты самолётов Ли-2. После арестов 1937—1938 годов руководящих кадров округа авиация Ненецкого ОИК прекратила своё существование. Все самолёты и оборудование были переданы в Архангельск.

### 1940 годы
В 1941-ом была создана специальная авиационная группа, которой поручалось вести наблюдение по трассе Севморпути, контролировать вход в проливы Новой Земли и конвоировать грузовые транспорты. В Нарьян-Маре расквартировался 16-й авиатранспортный отряд 3-й авиагруппы, подчинённой Беломорской военной флотилии. Самолёты здесь обслуживали, заправляли, а экипажи отдыхали перед новыми вылетами.
В октябре 1941 года под руководством П. В. Хатанзейского при участии населения города была построена взлётно-посадочная полоса длиной 900 м в 1200 метрах от окружного Дома Советов. Начальником строящегося аэропорта первое время был Петр Афанасьевич Давыдов. С марта 1942 года Нарьян-Марским аэродромом руководил Владимир Иванович Постнов.
В День авиации 1944 года работники Нарьян-Марского морского порта передали лётчику Беломорской военной флотилии В. В. Томашевскому самолёт-бомбардировщик Ил-4 «Работник Печорского флота», купленный на деньги портовиков.
7 сентября 1944 года передовые труженики Ненецкого округа передали лётчикам Беломорской военной флотилии истребитель Як-7Б Нарьян-Марский судостроитель, который был вручен Герою Советского Союза капитану А. К. Тарасову. В 1946 году истребитель был доставлен в Нарьян-Мар и установлен в сквере как памятник советским людям, трудившимся в тылу (утрачен в 1956 и восстановлен в 2010 году).
В годы Великой Отечественной войны на Арктическом фронте активно работала немецкая авиация: самолёты противника совершили 269 атак и разведполётов в районы, прилегающие к Ненецкому округу. В честь погибших в годы войны на территории округа экипажей самолётов в 2005 году был установлен памятник - обелиск «Лётчикам Заполярья».

Обелиск «Лётчикам Заполярья»

30 сентября 1946 года приказом Северного территориального управления Гражданского воздушного флота в Нарьян-Маре был образован 228-й авиаотряд СТУ ГВФ. Именно с этой даты и ведёт своё летоисчисление Нарьян-Марское авиапредприятие.
В Нарьян-Мар прибыли 6 самолётов По-2, три бензозаправщика и два трактора. полёты производились с 900-метровой ГВПП. Одновременно было начато строительство радиоцентра вместе с телефонным коммутатором. Для обогрева людей использовались землянки, впоследствии были построено помещение для диспетчера службы движения, одновременно служившее пассажирской комнатой. Штаб авиаотряда и отдел кадров размещались в здании речного вокзала около морского порта. Штат составлял 50 человек. Первым командиром 228-го авиаотряда был Софронов Александр Иванович.
С этого времени авиация становится надёжным помощником хозяйству и жителям округа. Авиаотряд связал Нарьян-Мар с Нижней Пешей, Оксино, Индигой, Тобседой, Носовой, Варандеем, Каратайкой, Хабарово, Хоседа-Хард, а также обеспечил связь с оленеводческими кочевьями.
В августе 1947 года в округе образована санитарно-авиационная станция.

### 1950 годы
В 1950-е годы авиация в округе развивалась бурными темпами. В 1950 году в аэропорту строятся четыре домика для служб авиаотряда, а после большого наводнения в 1952 году были дополнительно построены дома отдела перевозок, гостиницы, 8 квартирный жилой дом и укрытие (тепляк) для ремонта техники. Во время наводнения всю технику переводили вверх по Печоре, на аэродром в Новом Боре.
30 августа 1952 года приказом № 069 СТУГВФ 228-й авиаотряд был переименован в 73-й авиаотряд, объединённый с аэропортом Нарьян-Мар. В 1950-е годы в эксплуатацию авиаотряда поступили самолёты Як-12, а затем Як-14. Их обслуживали В. С. Котов, А. Вокуев. Открыта новая трасса на Архангельск, проходящая через Нижнюю Пешу и Мезень (вместо трассы через Усть-Цильму). Рейсы выполнялись на пассажирских самолётах Ли-2.
В декабре 1952 года в аэропорту Нарьян-Мар произвел посадку первый самолёт Ан-2 (бортовой номер СССР-41995). полёт выполнял командир С. Я. Баламошев и второй пилот В. А. Старжинский. С появлением самолётов Ан-2 авиация стала основным видом транспорта в Ненецком округе, резко возросли объёмы перевозок пассажиров и грузов. На Ан-2 в первые годы эксплуатации летали пилоты Г. В. Зуев, Н. К. Толкачев, М. И. Комаров, В. П. Матросов, И. В. Казаков. Первым техником, который обслуживал новый тип самолётов был А. Еркин. Из-за отсутствия подготовительной базы первые замены двигателей производились в Ленинграде.
В 1955 году в аэропорт поступил первый радиолокатор П-10, с помощью него можно было видеть и слышать все самолёты в радиусе 50-60 км, но с большими помехами. Так гражданская авиация начала летать с открытыми глазами, увидела небо, не ограниченное линией горизонта.
В 1956 году в авиаотряде появился гидровариант самолёта Ан-2 — Ан-2В. На гидроозере в аэропорту был построен специальный пирс ряжевой конструкции из бревен и брусьев. Самолёт был неприхотлив в выборе водной ВПП, что в условиях Ненецкого округа, богатого реками, озёрами и морскими бухтами, было большим плюсом. В середине 60-х 3 самолёта Ан-2В могли выполнить норму 5 сухопутных «Аннушек». Они пользовались большим спросом у Печорского рыбокомбината им. 50-летия Октября и МПУ Коопзверпромхоз.
В 1950-е окружная авиация пришла на службу сельскому хозяйству округа, в декабре экипажам Ан-2 приходилось работать и по ночам, мощностей для вывоза улова наваги с рыбучастков не хватало. В это время в Нарьян-Мар прибывали командированные экипажи из Ленинграда, Котласа, Мурманска, Петрозаводска.

### 1960 годы
В феврале 1960 года в аэропорту Нарьян-Мара произвел посадку первый вертолёт Ми-4 под управлением командира ВС Рябова Б. И. Эти вертолёты обслуживали геологов-первопроходцев, начавших в те годы изыскания нефти и газа на территории Ненецкого округа. Вертолёты выполнили тысячи рейсов по оказанию экстренной медицинской помощи населению, не раз спасали рыбаков, унесённых на льдинах в море. Эта маневренная техника позволила работать вне зависимости от готовности площадок и наличия аэродромов. Расширился спектр услуг, предоставляемый авиапредприятием. Первыми пилотами, освоившими вертолёт Ми-4, были Наумов, Рябов и Руденко. За ними последовали Кардяшев, Кыркалов, Озеранский, Кудрявцев, Поздеев, Полубояров и другие. Среди них был и первый пилот-ненец Семен Николаевич Явтысый, погибший с экипажем в авиационной катастрофе, но проложивший дорогу не только в небе округа, но и в сознании ненецкого народа. В его память в г. Нарьян-Маре названа улица.
К началу 1960-х годов в населённых пунктах округа было построено около 20 неклассифицированных аэропортов и площадок.
28 июня 1963 года приказом Главного управления Воздушного флота СССР 73-й авиаотряд был переименован в Нарьян-Марский объединённый авиаотряд.
11 января 1966 года по приказу Северного территориального управления гражданской авиации была создана Архангельская авиагруппа, в состав которой был включен Нарьян-Марский ОАО. В том же году в аэропорт города пришёл первый самолёт Ан-24, выполнявший технический рейс. Чуть позже открыта авиалиния Архангельск — Нарьян-Мар — Архангельск. Рейсы выполнялись три раза в неделю самолётом Ан-24. В это же время строились здания авиационно-технической базы, док-ангар, гаражи службы спецавтотранспорта, вводились новые объекты радионавигации и связи.
В 1968 году в аэропорту появился первый вертолёт Ми-8Т, на котором летал экипаж в составе: командир Поздеев В. Н., второй пилот Озеранский и бортмеханик Белик А. П.
В октябре 1968 года первые рыбоохранные рейсы на гидросамолёте к тундровым озёрам выполнила «летающая рыбинспекция» — группа в составе командира экипажа С. Ильченко, начальника Нарьян-Марской инспекции рыбоохраны Ф. Н. Анашкина, рыбинспекторов В. И. Сярга и В. А. Попова.
В конце 1960-х объёмы авиаперевозок стремительно росли: в первом квартале 1967 года перевезено авиаотрядом 16600 человек, в первом квартале 1968 года — более 19000 пассажиров.
Ан-2 кроме пассажиров, вывозил улов с рыболовных участков, выполнял аэрофотосъёмку и лесопатрульные работы для предотвращения пожаров. Для вертолётов в зимний период наступало «мертвое время», объёма работ не было, они использовались только для выполнения санзаданий и аварийно-спасательных операций, поэтому в 1969 году в Нарьян-Марском авиаотряде была организована служба ПАНХ. Её созданием занялась Л. В. Куркина. С 1969 по 1988 годы нарьян-марские вертолётчики работали на точках в Нижней Пеше, Мезени, Лешуконском, Воркуте, Амдерме, Койде, Варандее и Дресвянке.

### 1970 годы
В 1973 году комиссией Министерства гражданской авиации службе ПАНХ Нарьян-Марского авиаотряда было присвоено 2-е место по результатам работы среди авиапредприятий СССР. Вертолётами и самолётами авиапредприятия перевозилось в год больше тысячи тонн мяса-оленины, около четырёх тысяч тонн рыбы, но основным участком работы в 1970-е становится обслуживание геологоразведки. В летнее время вертолёты работали в две смены. Вывозилась рыба с Фарихи,Тобседы, Каратайки, Усть-Кары; мясо — с Варнека, Хорей-Вера, Харуты.
В октябре 1975 года экипаж вертолёта Ми-8 Нарьян-Марского авиаотряда в составе командира вертолётного звена А. П. Кирильченко, пилота А. М. Скворцова, второго пилота А. А. Бохана и бортмеханика А. А. Крылова спас пятерых рыбаков — жителей Усть-Кары в Карской губе. Этот же экипаж участвовал в строительстве Кольской атомной электростанции.

### 1980 годы
В октябре 1981 года был сдан в эксплуатацию аэровокзал (деревянное здание) в аэропорту Нарьян-Мара. Событием огромной важности для авиапредприятия явилось перебазирование на новый аэродром. В 1984 году одновременно с увеличивающимся объёмом авиационных работ производится расширение и укрепление базы предприятия. На новом месте сданы в эксплуатацию док-ангар для обслуживания самолётов и вертолётов, служебно-пассажирское здание аэропорта, два здания штаба и лётного отряда, дизельная электростанция. В 1989—1990 годах. построены два помещения для оперативных смен самолётного и вертолётного участков. Авиапредприятие в 1985 году окончательно перебазировалось в новый аэропорт. Нарьян-Мар получил возможность принимать и обслуживать транзитные самолёты Ту-134, Як-40, Ан-24, Ан-26. Улучшились условия базирования собственного парка самолётов и вертолётов, а с введением в эксплуатацию нового здания аэровокзала в 1992 году значительно улучшилось обслуживание пассажиров.
К началу девяностых авиапредприятие достигло пика авиационных работ. Ежегодно вертолёты вырабатывали до 2/3 межремонтного ресурса. В напряжённой работе росло мастерство пилотов, инженеров и техников. Численность лётного отряда превышала 300 человек. Работали две вертолётные эскадрильи и одна самолётная.
В 1985 году нарьян-марские пилоты впервые совершили полёт на ПБУ Кольская морская буровая установка. Работали там с внешней подвеской.
В 1980-е годы экипаж командира Ми-1 И. Н. Спиридонова принимал активное участие в чернении льда — предотвращении заторов на Печоре во время паводка с помощью золы.
Экипажи Ан-2 и Ми-8 занимались обслуживанием полярных станций для Амдерминского управления гидрометеослужбы.
В 1986 году командир вертолёта Ми-8 Валерий Николаевич Поздеев стал лауреатом Государственной премии СССР за участие в эксперименте по переводу воздушного флота на новые экономические показатели.

### 1990 годы
1991 году на работу в Нарьян-Марское небо пришли вертолёты Ми-8МТВ-1. Авиаотряд первым в Заполярье начал использовать эту модификацию Ми-8Т.
1990-е годы стали одним из самых тяжёлых периодов в существовании окружной авиации. Достигнув пика в 1991 году в результате социально-экономического кризиса в стране к середине 1990-х предприятие оказалось на грани банкротства. Начиная с 1992 года, когда были отпущены цены на потребляемые ресурсы в условиях сверхвысокой инфляции и резкого увеличения тарифов, стал падать спрос на авиационные перевозки. Транспортная работа в округе при полётах на внутренних воздушных линиях с 1991 по 1996 год сократилась в четыре раза.
Практически прекратилось финансирование геологоразведки. Авиапредприятие стало резко терять объёмы авиационных работ. С 1991 года продолжалось снижение налёта часов на вертолётах Ми-8 и к 1999 году снизились в 8 раз, на самолётах Ан-2 в 500 раз.
Из-за неплатежей и средств на гашение кредитов и процентов за пользование ими был наложен арест на половину парка вертолётов, здание аэровокзала, топливо, ёмкости и другие объекты авиапредприятия. В условиях падения объёмов работ авиапредприятие попало в тяжелейшее финансовое положение, увеличивалась задолженность по заработной плате, задолженность по налоговым платежам и пени, задолженность по полученным кредитам, в 1994 году авиапредприятие было признано неплатежеспособным, а в 1996 году попало под арбитражное управление.
Внешним управляющим был назначен Валентин Владимирович Варанкин, а позднее арбитражным судом управляющим был назначен Валерий Павлович Афанасьев. Чтобы вывести предприятие из кризиса пришлось оптимизировать эксплуатационные расходы, численность персонала, реализовывать и консервировать имущество, передавать жилой фонд в муниципальную собственность, заниматься взысканием дебиторской задолженности и т. д. Уже в июне 1999 года предприятие было признано платежеспособным, и по итогам года была получена небольшая прибыль в сумме 257 тыс.руб. 

Несмотря на вынужденное сокращение численности, в авиапредприятии удалось сохранить опытных специалистов, инженеров, пилотов и техников.
Примером высокого мастерства пилотов может служить спасение экипажа теплохода «Яхрома». 7 октября 1993 года ночью в сложных метеоусловиях и при девятибалльном шторме экипаж вертолёта Ми-8 в составе командира лётного отряда В. П. Афанасьева, В. Е. Остапчука, В. И. Циваша и аварийно-спасательной команды поднял на борт вертолёта моряков тонущего теплохода. За это экипаж и работники авиапредприятия, проводившие аварийно-спасательные работы первыми в России были награждены орденами Мужества и медалями.

### 1999—2014 годы
В 1999—2002 годах началось увеличение объёмов перевозок пассажиров почты и грузов на воздушных линиях. Это было связано со стабилизацией экономического положения и повышением жизненного уровня жителей округа.
Активизация работы нефтяных компаний на окружных месторождениях сразу сказалась на увеличении объёма авиационных работ на вертолётах Ми-8Т и Ми-8МТВ. Только за 1999—2002 годы объём авиационных работ возрос почти вдвое. А к 2008 году разница показателей увеличилась в 4-5 раз. Выросли пассажирские перевозки, увеличилась перевозка грузов.
В Нарьян-Марском объединённом авиаотряде работает около 800 человек. Лётный отряд состоит из 8 экипажей Ан-2 и 30 экипажей Ми-8. Большинство командиров воздушных судов имеют первый класс. За три года появилось около 130 новых рабочих мест.
Клиентами предприятия являются как структуры государственного управления, так и службы экстренного реагирования. Постоянные крупные заказчики авиаотряда — нефтегазодобывающие предприятия. Помимо перевозок Нарьян-Марский авиаотряд предоставляет услуги аэропорта. Авиакомпании Нордавиа, Ютэйр и ЮТэйр-Экспресс выполняют регулярные рейсы в Москву, Санкт-Петербург, Архангельск, Киров, Усинск, Сыктывкар, Уфу.
- В 2000 году в государственном реестре зарегистрирован товарный знак и цвета авиапредприятия. Вертолёты, самолёты авиаотряда получили яркое оперение (на белом фоне жёлтый, светло-оранжевый, оранжевый, темно оранжевый, красный и чёрный).
- В 2005 закончена 1-я очередь реконструкции взлётно-посадочной полосы аэропорта Нарьян-Мар.
- В апреле 2006 года предприятие поменяло форму собственности и стало акционерным обществом.
- В 2005—2007 годах обновлён парк спецавтотранспорта.
- В 2007 году авиаотряд признан социально-ориентированной компанией на всероссийском уровне. Это один из крупнейших налогоплательщиков Ненецкого округа, оказывающий социальную помощь пенсионерам, учебным заведениям и. т. д. В этом же году Нарьян-Марский объединённый авиаотряд был выдвинут на соискание премии как динамично развивающееся региональное авиапредприятие и стал лауреатом премии Золотая колесница, учреждённой Госдумой и Минтрансом России.

Идет обустройство посадочных площадок в п. Харьягинский и на месторождении Южное Хыльчую. В п. Харьягинский постоянно базируется часть вертолётов Нарьян-Марского объединённого авиаотряда. Посадочные площадки оборудованы местами для стоянок вертолётов, там же проводится техобслуживание воздушных судов и авиатопливообеспечение.
В мае 2010 года назначен новый генеральный директор ОАО «Нарьян-Марский объединённый авиаотряд» — Анатолий Николаевич Кисиль.
4 октября 2011 года Президент Российской Федерации, Дмитрий Анатольевич Медведев подписал Указ о передаче в собственность Ненецкого автономного округа находящихся в федеральной собственности акций открытого акционерного общества «Нарьян-Марский объединённый авиаотряд».
В апреле 2014 года генеральным директором назначен Валерий Евгеньевич Остапчук.

### 2015 год
В 1 полугодии 2015 года пассажирпоток увеличился на 4%. На местных линиях перевезло 10 288 человек. В мае-июне пассажиропоток снизился в связи с повышением тарифов на перевозки
которые увеличились в среднем на 10% с 1 мая.

### 2016 год
В 2016 году авиапарк компании пополнили 2 самолёта ТВС-2МС и 1 вертолёт Ми-8МТВ-1.

## Происшествия

### 2008 год

Ан-2 RA-40280 Ан-2 на аэродроме Нижняя Пеша. Доставлен с места аварийной посадки

6 ноября 2008 года самолёт Ан-2 (RA-40280) во время полета по маршруту из-за отказа двигателя совершил вынужденную посадку на лес в районе Верхней Пёши. Самолет получил значительные повреждения. Члены экипажа и пассажиры не получили травм и самостоятельно добрались до села Нижняя Пёша

### 2017 год
19 декабря 2017 года самолёт ТВС-2МС (RA-01460) направлявшийся по маршруту Нарьян-Мар - Харута потерпел крушение при взлете. На борту находилось 13 человек: 10 взрослых, один ребенок, 2 члена экипажа. Погибли двое мужчин, одна женщина и один пятилетний ребенок. В окружную больницу доставлены 9 пострадавших, которые после оказания первой помощи были доставлены спецрейсами в медицинские учреждения г. Архангельска и г.Москвы.

### 2023 год
9 января 2023 года самолёт Ан-2 направлявшийся по маршруту Нарьян-Мар – Усть-Кара – Нарьян-Мар потерпел крушение. На борту находилось 12 человек: 10 пассажиров, 2 члена экипажа. Погибли два человека. По предварительной информации, крушение произошло из-за обледенения самолёта.
См. категорию Авиационные происшествия Нарьян-Марского авиаотряда.